# SN 1996ah
SN 1996ah – supernowa typu Ia odkryta 6 czerwca 1996 roku w galaktyce NGC 5640. W momencie odkrycia miała maksymalną jasność 18,00m.